# Hebdomophruda eupitheciata
Hebdomophruda eupitheciata är en fjärilsart som beskrevs av W. Warren 1914. Hebdomophruda eupitheciata ingår i släktet Hebdomophruda och familjen mätare. Inga underarter finns listade i Catalogue of Life.